# Дубовицкая, Анна Дмитриевна
Анна Дмитриевна Дубовицкая (род. 6 марта 1983, Саратов) — солистка российской поп-группы «Блестящие» (2008—2011).

## Биография
Анна Дубовицкая родилась 6 марта 1983 года в Саратове. Получив высшее экономическое образование, в 23 года переехала в Москву. Первоначально работала по специальности, но затем пошла учиться танцам в школу «Street Jazz», в результате чего попала в шоу-бизнес. В группу «Блестящие» пришла в 2008 году после ухода Юлии Ковальчук. В 2009 году решила получить ещё одно высшее образование, уже третье по счёту, в Московском художественно-промышленном институте по специальности «дизайнер одежды». В результате появился бренд женской одежды Anna Dubovitskaya.
В январе 2013 года снялась для обложки журнала XXL.

### Личная жизнь
Дубовицкой приписывались отношения с футболистом Дмитрием Сычёвым.
Была замужем за бизнесменом Сергеем Анохиным, в связи с чем удочерила его дочь Дарью от первого брака. 17 апреля 2012 года в Москве родила дочь Любовь. В 2020 году пара рассталась.

## Дискография
В составе группы «Блестящие»
- 2008 — Одноклассники

### Синглы
| Год  | Название        | Состав                                                                              | Альбом        |
| ---- | --------------- | ----------------------------------------------------------------------------------- | ------------- |
| 2008 | Одноклассники   | Анастасия Осипова, Надежда Ручка, Анна Дубовицкая, Юлианна Лукашева                 | Одноклассники |
| 2008 | Знаешь, милый   | Анастасия Осипова, Надежда Ручка, Анна Дубовицкая, Юлианна Лукашева                 | TBA           |
| 2010 | Шар             | Анастасия Осипова, Надежда Ручка, Анна Дубовицкая, Марина Бережная                  | TBA           |
| 2010 | Утро            | Анастасия Осипова, Надежда Ручка, Анна Дубовицкая, Марина Бережная                  | TBA           |
| 2010 | Там, только там | Анастасия Осипова, Надежда Ручка, Анна Дубовицкая, Марина Бережная                  | TBA           |
| 2011 | Любовь          | Анастасия Осипова, Надежда Ручка, Анна Дубовицкая, Марина Бережная, Ксения Новикова | TBA           |

### Официальные ремиксы
| Год  | Название                                  | Состав                                                             |
| ---- | ----------------------------------------- | ------------------------------------------------------------------ |
| 2010 | Шар (DJ Shevtsov & Alex Menco Radio Edit) | Анастасия Осипова, Анна Дубовицкая, Надежда Ручка, Марина Бережная |

## Клипы
| Год  | Клип          | Режиссёр        | Состав                                                              | Альбом        |
| ---- | ------------- | --------------- | ------------------------------------------------------------------- | ------------- |
| 2008 | Одноклассники | Марита Захарова | Анна Дубовицкая, Надежда Ручка, Анастасия Осипова, Юлианна Лукашева | Одноклассники |
| 2008 | Знаешь, милый | Андрей Грозный  | Анна Дубовицкая, Надежда Ручка, Анастасия Осипова, Юлианна Лукашева | TBA           |
| 2010 | Шар           | Роман Прыгунов  | Анна Дубовицкая, Надежда Ручка, Анастасия Осипова, Марина Бережная  | TBA           |